# Limoges-Fourches
Limoges-Fourches är en kommun i departementet Seine-et-Marne i regionen Île-de-France i norra Frankrike. Kommunen ligger i kantonen Brie-Comte-Robert som tillhör arrondissementet Melun. År 2022 hade Limoges-Fourches 599 invånare.

## Befolkningsutveckling
Antalet invånare i kommunen Limoges-Fourches
| Referens: INSEE |